# From. WJSN
From. WJSN (em coreano: From. 우주소녀) é o terceiro extended play do girl group sino-coreano Cosmic Girls. Foi lançado em 4 de janeiro de 2017 pela Starship Entertainment e Yuehua Entertainment, e distribuído pela LOEN Entertainment. Para promover o EP, o grupo apareceu em vários programas de música sul-coreanos, incluindo o Music Bank e o Inkigayo. A faixa "I Wish" foi lançada como a faixa-título do EP com uma versão chinesa incluída.
O EP foi um sucesso comercial, atingindo o número 4 no Gaon Album Chart.

## Lançamento
From. WJSN foi lançado em 4 de janeiro de 2017 à meia-noite KST, em vários portais de música, incluindo o Melon na Coreia do Sul.

## Promoções
Para promover o EP, o grupo performou "I Wish" em vários programas de música. Eles começaram seu estágio de retorno no M!Countown da Mnet em 5 de janeiro, em seguida no Music Bank da KBS em 6 de janeiro, no Show! Music Core da MBC em 7 de janeiro e no Inkigayo da SBS em 8 de janeiro.

## Performance comercial
From. WJSN entrou no número 6 na Gaon Album Chart na questão do gráfico de 1 a 7 de janeiro de 2017. Na segunda semana, o miniálbum caiu para o número 14. Mas em sua quinta semana, subiu para o número 4, a sua maior colocação desde a sua estreia. A faixa-título, "I Wish", entrou no número 49 no Gaon Digital Chart na edição do gráfico de 1 a 7 de janeiro de 2017, com 41.923 downloads vendidos nos seus primeiros quatro dias.

## Lista de faixas
| N.º            | Título                                       | Letras                                        | Música                                    | Arranjo                | Duração |  |
| 1.             | "I Wish" ((너에게 닿기를: neoege dahgileul)) | Glory Face, Seo Jieum, Jinli, Long Candy, Exy | Glory Face, Yang Gaeng, Jinli, Long Candy | Glory Face, Yang Gaeng | 3:38    |  |
| 2.             | "Baby Come to Me"                            | SEION, Long Candy, Exy                        | SEION, Long Candy                         | Tenzo & Tasco          | 3:07    |  |
| 3.             | "Say Yes" ((주세요: juseyo))                 | Yang Gaen, Kim Soojung, Exy                   | Yang Gaeng                                | Yang Gaeng             | 3:36    |  |
| 4.             | "Perfect" ((최애: choeae))                   | Rovin                                         | Rovin, Bronze                             | Rovin, Bronze          | 3:34    |  |
| 5.             | "Hug U" ((이리와: iliwa))                    | Brother Su, Exy                               | Brother Su                                | Brother Su             | 3:28    |  |
| 6.             | "I Wish" ((触碰到你 (Chinese Ver.)))         | Glory Face, Seo Jieum, Jinli, Long Candy, Exy | Glory Face, Seo Jieum, Jinli, Long Candy  | Glory Face, Yang Gaeng | 3:38    |  |
| Duração total: | Duração total:                               | Duração total:                                | Duração total:                            | Duração total:         | 22:01   |  |

## Desempenho nas paradas
| Paradas                          | Melhores posições nas paradas |
| -------------------------------- | ----------------------------- |
| Coreia do Sul (Gaon Album Chart) | 4                             |